# Чжоу Пэйюань

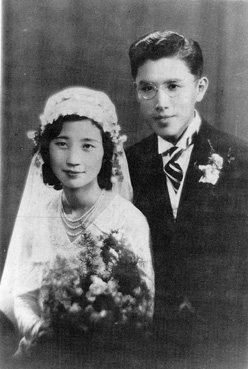
Чжоу Пэйюань и его жена(1932)

Чжоу Пэйюа́нь (кит. трад. 周培源, пиньинь Zhōu Péiyuán) (28 августа 1902, Исин, Цзянсу, империя Цин — 24 ноября 1993, Пекин, КНР) — китайский физик-теоретик и педагог, президент Пекинского университета (1978—1981), академик Академии наук Китая.

## Биография
Родился 28 августа 1902 года в Исине провинции Цзянсу Государства Великая Цин в семье учёного.
С 1919 по 1924 год учился в Политехническом институте Цинхуа. В связи с большими успехами в учебе после этого был отправлен для продолжения обучения в США, где поступил в Чикагский университет. Здесь весной 1926 года он получил степень бакалавра и в том же году — степень магистра.
В 1927-28 годы проходил аспирантуру в Калифорнийском технологическом институте, где получил степень доктора философии по физике.
Осенью 1928 года уехал в Германию, где занимался исследованиями в Лейпцигском университете под руководством Вернера Гейзенберга.
В 1929 году занимался исследованиями в Швейцарской высшей технической школе Цюриха под руководством Вольфганга Паули. В том же году возвратился в Китай, где стал профессором Университета Цинхуа.
В 1932 году женился на Ван Дичэн, от которой у него впоследствии родилось четыре дочери.
С 1936 по 1937 год вернулся в Америку и поступил в Институт перспективных исследований в Принстоне, где его научным руководителем стал Альберт Эйнштейн.
В 1937 году возвратился в Китай, однако препятствием в научной работе стала начавшаяся Японо-китайская война, а позднее и Вторая мировая война. В 1943-1946 годы занимался исследованиями в Калифорнийском технологическом институте.
В 1947 году вернулся в Китай, где продолжил преподавание в Университете Цинхуа.
С 1952 года также был профессором Пекинского университета, который также возглавлял с 1978 по 1981 год.
Был избран академиком Академии наук Китая в 1955 году. С 1978 по 1991 год был её вице-президентом.
В 1980 году получил почетную степень доктора Принстонского университета.
С 1987 по 1992 год был председателем одной из малых партий КНР — Общества 3 сентября («Цзюсань»).
24 ноября 1993 года на 92 году жизни скончался в Пекине.